# Deportivo Saprissa
O Deportivo Saprissa é um dos maiores e mais tradicionais clubes costarriquenho de futebol. Pois junto com seus maiores rivais, o Herediano, Alajuelense, e Cartaginés são os chamados "equipes grandes'' do futebol da Costa Rica.
O Saprissa atualmente joga na Primera División nacional, onde é o maior campeão com 40 títulos conquistados.

## História
O Saprissa foi fundado em 16 de julho de 1935 por Roberto "Beto" Fernández, e subiu para a Primeira Divisão da Costa Rica em 21 de Agosto de 1949.
O time é mais conhecido por sua política de apenas contratar jogadores da Costa Rica e seu tremendo sucesso em campo.
Desde então, o time ganhou 33 campeonatos nacionais e 6 títulos consecutivos entre 1972 e 1977. Adicionalmente, eles ganharam três Campeonatos da CONCACAF e outros tantos prêmios internacionais. Eles jogaram como representantes da CONCACAF na Copa do Mundo de Clubes da FIFA de 2005. Na sua estréia, contra o FC Sydney, da Austrália, o Saprissa venceu por 1 a 0, gol de Bolaños. Nas semi-finais do torneio, o adversário foi o Liverpool, da Inglaterra. Os ingleses dominaram o jogo e venceram por 3 a 0, com direito a um belo gol de Steven Gerrard. Com essa derrota, o time foi para a decisão de 3º lugar, contra o Al Ittihad, da Arábia Saudita. Neste jogo, os costarriquenhos venceram de virada por 3 a 2 com um gol de falta no final do jogo, marcado por Ronald Gómez. o Deportivo Saprissa foi o 3º colocado do torneio.
O time foi propriedade do empresário Jorge Vergara, atual dono do clube mexicano Chivas de Guadalajara até 2011 quando vendeu o Saprissa para a organização costarriquenha Horizonte Morado.
Jogadores conhecidos são Álvaro Saborío, Walter Centeno, Rónald Gómez, Jervis Drummond e Keylor Navas.

## Títulos
| Continentais | Continentais                                    | Continentais | Continentais |
|              | Competição                                      | Títulos      | Temporadas |
| ------------ | ----------------------------------------------- | ------------ | --- |
|              | Liga dos Campeões da CONCACAF                   | 3            | 1993, 1995 e 2005 |
|              | Liga da CONCACAF                                | 1            | 2019 |
|              | Copa Interclubes da UNCAF                       | 5            | 1972, 1973, 1978, 1998 e 2003 |
|              | Campeões da América Central                     | 1            | 1970 |
| Nacionais    |                                                 |              | |
|              | Competição                                      | Títulos      | Temporadas |
| Costa Rica   | Campeonato Costarriquenho de Futebol Recordista | 40           | 1952–53, 1953–54, 1957–58, 1962–63, 1964–65, 1965–66, 1967–68, 1968–69, 1969–70, 1972–73, 1973–74, 1974–75, 1975–76, 1976–77, 1977–78, 1982–83, 1988–89, 1989–90, 1993–94, 1994–95, 1997–98, 1998–99, 2003–04, 2005–06, 2006–07, 2007–08 A, 2007–08 C, 2008–I, 2010–V, 2014–V, 2014–I, 2015–I, 2016–I, 2018–V, 2020–C, 2021–C, 2022–A, 2023–C, 2023–A e 2024–C |
| Costa Rica   | Copa da Costa Rica                              | 7            | 1950, 1956, 1960, 1963, 1970, 1972 e 2013 |
| Costa Rica   | Recopa da Costa Rica                            | 2            | 1963 e 2023 |
| Costa Rica   | Supercopa da Costa Rica Recordista              | 3            | 1976, 2021 e 2023 |

LEGENDA:
 Campeão Invicto
A: Torneio Apertura
C: Torneio Clausura
I: Torneio Invierno
V: Torneio Verano

## Campanhas de destaque
- Copa do Mundo de Clubes da FIFA: 3º lugar - 2005
- Vice-Campeonato da Liga dos Campeões da CONCACAF: 4 vezes (1970, 1973, 2004 e 2008).
- Vice-Campeonato da Copa Interclubes UNCAF: 7 vezes (1971, 1974, 1996, 1997, 2001, 2004 e 2007).
- Vice-Campeonato da Copa Interamericana: 2 vezes (1993 e 1995).
- Vice-Campeonato da Copa Ricard: 1 vez (2008).